# Quercus eumorpha
Quercus eumorpha Kurz – gatunek roślin z rodziny bukowatych (Fagaceae Dumort.). Występuje naturalnie w Mjanmie oraz Tajlandii. 

## Morfologia
PokrójZimozielone drzewo dorastające do 10 m wysokości.
LiścieBlaszka liściowa jest nieco skórzasta i ma owalny, eliptyczny lub podługowaty kształt. Mierzy 7,5–10 cm długości, jest ząbkowana przy wierzchołku, ma ostrokątną nasadę i ostry wierzchołek. Ogonek liściowy jest nagi i ma 10–16 mm długości. Przylistki mają równowąski kształt i osiągają 3–5 m długości.
OwoceOrzechy zwane żołędziami o jajowatym kształcie, dorastają do 18–20 mm długości. Osadzone są pojedynczo w uskowatych miseczkach mierzących 14–18 mm średnicy.